# Aphelolpium longidigitatum
Aphelolpium longidigitatum är en spindeldjursart som först beskrevs av Edvard Ellingsen 1910.  Aphelolpium longidigitatum ingår i släktet Aphelolpium och familjen Olpiidae. Inga underarter finns listade i Catalogue of Life.